# مدرسه بازرگانی روان
مدرسه کسب‌وکار روان (فرانسوی: Ecole Supérieure de Commerce de Rouen) یکی از مدارس برتر از نوع مدارس کسب‌وکار در فرانسه بود. این مدرسه در سال ۱۸۷۱ تأسیس شد. در ۲۴ آوریل ۲۰۱۳، مدرسه کسب‌وکار روان و مدرسه مدیریت رنس ادغام کردند. پس از آن دو مدرسه را به شکل یک نهاد واحد با نام مدرسه کسب‌وکار نیوما توسعه دادند.
کیفیت مدرسه کسب‌وکار روان با کسب سه اعتبارنامه معتبر بین‌المللی (AACSB، AMBA، EQUIS) و رتبه‌بندی فایننشال تایمز در جایگاه سیزدهم برترین کارشناسی ارشد مدیریت اروپا به رسمیت شناخته شده است. فایننشال تایمز همچنین کیفیت برجسته آموزشی در حوزه مالی را در این مدرسه برجسته می‌کند و برنامه گراند اِکول را به عنوان هشتمین بهترین در اروپا و چهارمین بهترین در فرانسه معرفی می‌کند.

## تاریخچه
مدرسه کسب‌وکار روان در سال ۱۸۷۱ در شهر صنعتی پررونق روان تأسیس شد و دومین مدرسه کسب‌وکار در فرانسه بود.
گروه مدرسه کسب‌وکار روان در سال ۱۹۹۶ با گرد هم آوردن چهار مدرسه مستقل که همگی تحت مدیریت و تأمین مالی توسط اتاق بازرگانی و صنعت روان بودند، تشکیل شد. این مدارس عبارت‌اند از مدرسه کسب‌وکار روان، مدرسه اصلی گروه، IFI, ISPP و ECAL که هر یک مأموریت و گروه دانشجویی متفاوتی داشتند.
مدرسه کسب‌وکار روان یکی از اعضای مؤسس شاپیتر د اِکول دو مدیریت متعلق به کنفرانس گراند اِکول است. این مدرسه همچنین عضو بنیاد اروپایی برای توسعه مدیریت و انجمن بین‌المللی آموزش مدیریت است.
مدرسه کسب‌وکار روان برای دومین بار در ماه مه ۲۰۰۵ اعتبار EQUIS را از بنیاد اروپایی توسعه مدیریت دریافت کرد. بعدها، این مدرسه اعتبارنامه‌های انجمن پیشرفت مدارس عالی تجارت و انجمن کارشناسی ارشد مدیریت بازرگانی را نیز کسب کرد.

## اعضای برجسته هیئت علمی
- لویی لو داف، تاجر میلیاردر[۲]